# Beijing Automobile Works South Africa
Beijing Automobile Works South Africa (Pty.) Ltd. ist ein 2010 gegründetes Unternehmen aus Südafrika.

## Beschreibung
Es handelt sich um das Nachfolgeunternehmen der China Auto Manufacture (Pty.) Ltd. Es ist ein Joint Venture der Beijing Automotive Group (51 %) mit der China Auto Manufacture (24,5 %) und der Industrial Development Corporation (24,5 %). Der Unternehmenssitz befindet sich in Germiston. Außerdem wird der Ort Springs genannt.
Für die Errichtung eines neuen Werk investierte das Unternehmen 196 Millionen Rand. Im Jahr 2015 fertigten rund 160 Arbeitnehmer 25 bis 30 Fahrzeuge am Tag.
Produziert werden sollte zunächst der BAW Inyathi als Nachfolgemodell des CAM Inyathi. Im Jahr 2013 startete der BAW Sasuka. Die Fahrzeugteile stammen überwiegend aus chinesischer Produktion, die als sogenannte Semi Knocked Down Kits geliefert werden.